# Terenolla pygmaea
Terenolla pygmaea är en snäckart som först beskrevs av Hinds 1944.  Terenolla pygmaea ingår i släktet Terenolla och familjen Terebridae. Inga underarter finns listade i Catalogue of Life.